# 971
971 је била проста година.

## Догађаји
- Википедија:Непознат датум — Опсада Доростре Византијска експедициона војска (30–40.000 људи) напада бугарску границу, коју је лично предводио император Јован I. Он поставља опсаду града тврђаве Доростолон (који се налази на Доњем Дунаву), а појачава га грчка флота од 3000 војника. Кијевска Русија и њени словенски савезници су глађу сведени до крајности. После тромесечне опсаде, велики кнез Свјатослав I Кијевски пристаје да потпише мировни уговор са Византинцима, којим се одриче својих интереса према словенским земљама и граду Херсонесу на Криму. Свјатославу је дозвољено да евакуише своју војску на острво Березан, док Византинци улазе у Доростолон. Јован преименује град у Теодоропољ (назван по царици Теодори).
- Цар Јован I Цимискије се тријумфално враћа у Цариград. Доводи Бориса II, владара (цара) бугарског царства, и његову породицу, заједно са садржајем бугарске царске ризнице. Борису је додељена византијска 'дворска титула' магистра као компензација. Бугарске земље у Тракији и Доњој Мезији постају део Византијског царства.
- У делу освојених српских земаља, укључујући и источну област дотадашње Кнежевине Србије, Цар Јован I Цимискије оснива Катепанат Рас. Он није био дугог века, пошто је већ током 976. године дошло до избијања српског устанка.
- Отон I 'Велики', цар Светог римског царства, именује свог царског секретара Вилигиса за канцелара (чувар царског печата), функцију коју је раније имао Отонов брат, надбискуп Бруно I.
- Краља Куилена (или Куилеана) убијају Британци након 6-годишње владавине. Наследио га је његов нећак Кенет II, као владар Албе (Шкотска). Он неће бити једини краљ све до 977. године.
- Битка код Александрете: Византинци побеђују Фатимидску силу (4.000 људи) у близини Александрете (савремена Турска), док главна фатимидска војска опседа град-тврђаву Антиохију. Заједно са вестима о напредовању Кармата против Дамаска, Фатимиди су приморани да скину опсаду и повуку се у Египат.
- Прва карматска инвазија на Египат: Кармати под ал-Хасан ал-А'самом нападају Сирију, коју је недавно освојио Фатимидски калифат, заузимајући Дамаск и Рамлу, поразивши велику војску Фатимида и блокирајући другу у Јафи. Накнадна инвазија на Египат доводи до широко распрострањених антифатимидских побуна у делти Нила, али одлагање омогућава фатимидском генералу Џахару да припреми своју одбрану, што је довело до одлучујућег Кармата код Ајн Шамса 24. децембра и колапса инвазије. .
- Корпус ратних слонова Јужног Хана поражен је код Шаоа, ватром из самострела трупа династије Сунг. Краљевина Јужни Хан је принуђена да се потчини династији Сунг. Окончање владавине Јужног Хана, али и први регуларни корпус ратних слонова запослен у кинеској војсци, који је извојевао победе јужног Хана током 10. века.
- Гроб Свитуна, англосаксонског бискупа Винчестера, премештен је у затворено светилиште у Старој цркви. Наводи се да је церемонију пореметила 40 дана јаке кише.

## Смрти
- Едгар I Мирољубиви
- Ел Муиз